# Тропа Сианука
Тропа Сианука (англ. Sihanouk Trail) — система материально-технического снабжения в Камбодже, которую использовали армия Северного Вьетнама и партизанcкие формирования Вьетконга во время Вьетнамской войны. В период с 1966 по 1970 год эта система функционировала параллельно с более известной «тропой Хо Ши Мина», проходившей через юго-восточную часть Лаоса. Название «Тропа Сианука» имеет американское происхождение.
Северный Вьетнам рассматривал Тропу Сианука в качестве важной части маршрута снабжения своих партизанских отрядов в Южном Вьетнаме. В связи с этим, начиная с 1969 года, США предпринимали попытки прервать поставки по этой системе, чтобы ослабить силы противника.

## Перевалка грузов через порт Сиануквиля (1966–1968)
Принц Нородом Сианук правил Камбоджей с момента обретения страной независимости от Франции 9 ноября 1953 года. Ему удалось достичь того, что не удавалось ни одному правителю или политической группе в Индокитае, — осуществить относительно бескровный переход к независимости. В течение последующих десяти лет, пока в соседних Лаосе и Южном Вьетнаме разгорались вооружённые конфликты, Сианук сумел сохранить хрупкий внутриполитический баланс в Камбодже. Одновременно он поддерживал нейтралитет страны, который был гарантирован Женевской конференцией 1954 года, завершившей Первую Индокитайскую войну.
Это было немалым достижением, учитывая, что Камбоджа находилась в тисках между своими извечными врагами: Таиландом на западе и Южным Вьетнамом на востоке, которых всё активнее поддерживали Соединённые Штаты.
Принц Нородом Сианук пришёл к убеждению, что победа коммунистов в Юго-Восточной Азии неизбежна, а камбоджийская армия не способна противостоять вооружённым силам Северного Вьетнама даже при поддержке США. Чтобы сохранить независимость Камбоджи и своё правление, Сианук 10 апреля 1965 года разорвал дипломатические отношения с США и совершил резкий политический поворот влево. Этот шаг не был лишён оснований.  Чтобы заручиться внешней поддержкой — как экономической, так и политической, — Сианук обратился к Китайской Народной Республике. Одним из условий соглашения между Сиануком и премьер-министром КНР Чжоу Эньлайем стало разрешение Камбоджи использовать свою восточную границу для перемещения войск Северного Вьетнама.
В первые годы Вьетнамской войны Северный Вьетнам снабжал силы Вьетконга на юге двумя основными способами. Первый заключался в расширении «тропы Хо Ши Мина» в южном направлении, в район, где сходились границы Лаоса, Камбоджи и Южного Вьетнама. Эта тропа представляла собой сложную сеть дорог, троп, речных путей и перевалочных пунктов, которые постоянно расширялись и совершенствовались. Она служила ключевой логистической артерией для переброски людей и материалов, необходимых для ведения войны против Южного Вьетнама. Вторым способом была морская транспортировка грузов. По оценкам, на морские перевозки приходилось до 70 % всех поставок, поскольку морем можно было перевозить значительно больше материалов, чем по суше.:296

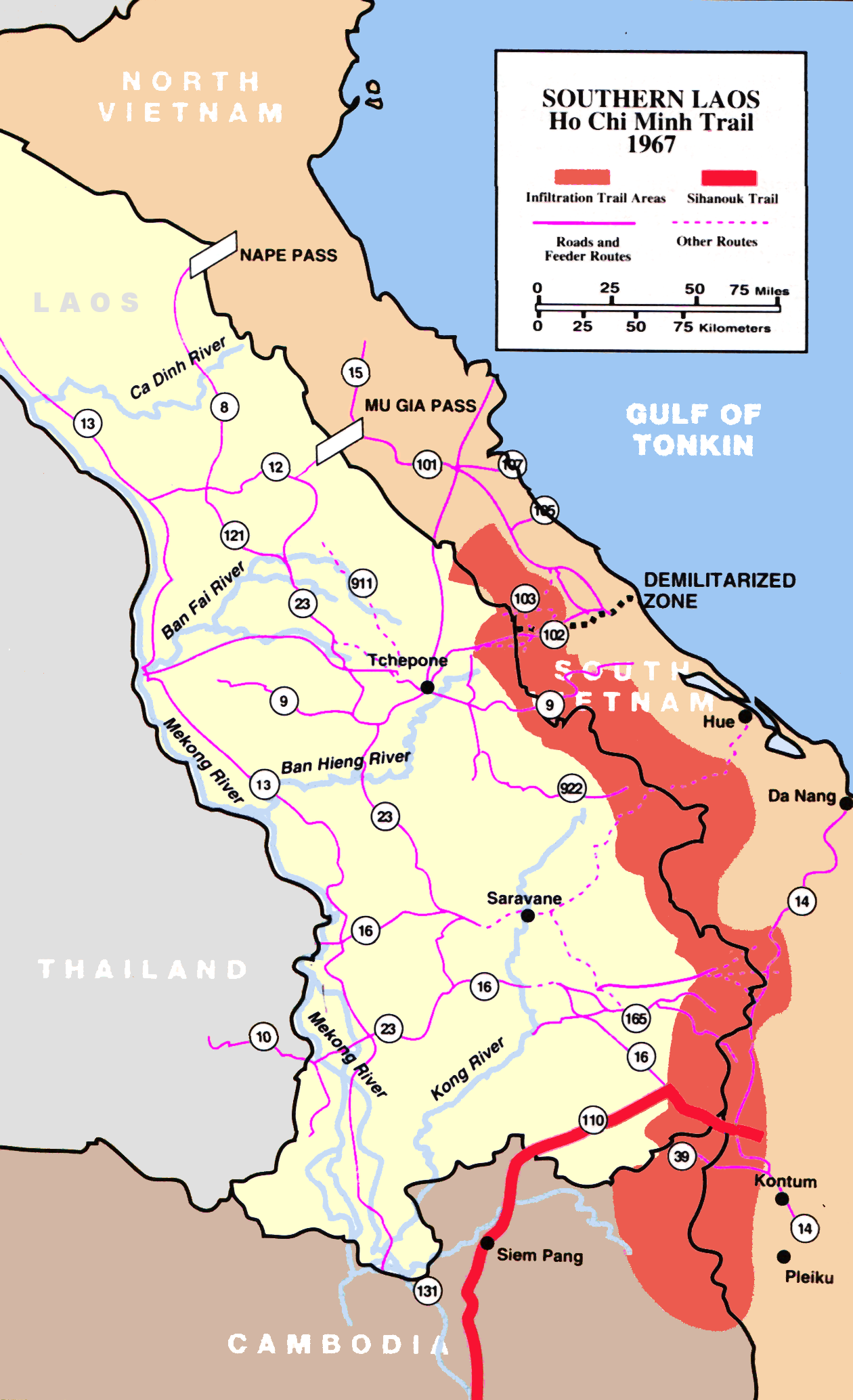
Пути снабжения партизан Южного Вьетнама

Однако после прямого вмешательства США в 1965 году усиленное присутствие кораблей ВМС США в прибрежных водах в рамках операции «Market Time» практически свело на нет морской путь снабжения. В ответ на это, после соглашения между Сиануком и китайцами, было достигнуто соглашение с Северным Вьетнамом. Начиная с октября 1965 года, военные поставки стали доставляться напрямую из Северного Вьетнама на судах под коммунистическими флагами (в основном из стран Восточного блока) в камбоджийский порт Сиануквиль. Нейтралитет Камбоджи гарантировал безопасность этих поставок.
Прибывающие грузы разгружались в Сиануквиле и переправлялись на грузовиках в приграничные районы, которые служили базовыми лагерями для армии Северного Вьетнама и Вьетконга. Эти районы также использовались как убежища для войск, которые могли пересекать границу с Южным Вьетнамом, отдыхать, пополнять запасы и готовиться к следующим операциям.
Уже в 1965 году армия Северного Вьетнама начала строительство новых маршрутов снабжения, чтобы соединить участки «тропы Хо Ши Мина», проходившие через южный Лаос и Камбоджу. К 1966 году американская разведка обнаружила, что новый «Маршрут 110» (Route 110), ведущий из Камбоджи, был соединен с лаосскими маршрутами. Открытие «Маршрута 110» положило начало термину «Тропа Сианука», который вскоре стал обозначать всю камбоджийскую логистическую систему.  Этими операциями руководило подразделение армии Северного Вьетнама под кодовым названием «K-20», базировавшееся в Пномпене. «K-20» действовало под прикрытием коммерческой компании, принадлежащей местным этническим вьетнамцам.
Хотя американское командование в Сайгоне и политики в Вашингтоне к 1966–1967 годам были хорошо осведомлены о соглашениях между Камбоджей и Северным Вьетнамом, они воздерживались от открытого вмешательства. Причины были как политическими, так и стратегическими: США не хотели нарушать нейтралитет Камбоджи и надеялись восстановить отношения с Сиануком, чтобы склонить его на свою сторону.:83–8
В ответ на активизацию строительства дорог армией Северного Вьетнама в Камбодже США усилили удары по системе снабжения в Лаосе. 12 декабря 1965 года впервые были задействованы бомбардировщики B-52 Stratofortress для ударов по логистическим объектам. В апреле 1967 года Штаб-квартира США в Сайгоне получила разрешение на проведение операции «Daniel Boone», целью которой был сбор разведданных на территории Камбоджи. Операцию осуществляла секретная «Группа исследований и наблюдений».
Разведывательные группы, проникавшие в Камбоджу, получали строгий приказ избегать боестолкновений и сосредоточиться на сборе информации о базах и деятельности армии Северного Вьетнама и Вьетконга. Результатом тайного сбора информации стал проект «Vesuvius», в рамках которого американское командование систематизировало данные о нарушениях нейтралитета Камбоджи и представило их Сиануку, надеясь изменить его позицию.
К 1968 году США обладали подробной информацией о масштабах камбоджийской логистической системы, но по-прежнему избегали открытых действий. Вашингтон опасался, что прямое вмешательство может привести к эскалации конфликта с участием СССР или Китая, а также окончательно оттолкнуть Сианука.

## Операция «Меню» (1969-1970)
С избранием президента Ричарда Никсона в 1968 году и объявлением политики вьетнамизации в 1969 году отношения США с Камбоджей начали меняться. Новая стратегия Вашингтона заключалась в том, чтобы выиграть время для укрепления южновьетнамских союзников и обеспечить плавный вывод американских войск. 11 мая 1969 года принц Нородом Сианук согласился восстановить полноценные дипломатические отношения с США.:140 Однако ещё 18 марта Никсон, предвидя такое развитие событий, отдал секретный приказ о бомбардировке камбоджийских баз северовьетнамских сил с использованием самолётов B-52. В тот день 48 бомбардировщиков пересекли воздушное пространство Камбоджи и нанесли удары по целям в рамках операции «Завтрак» (Operation Breakfast).:19–29
В течение следующих 14 месяцев за операцией «Завтрак» последовали операции «Обед» (Lunch), «Закуска» (Snack), «Ужин» (Dinner), «Десерт» (Dessert) и «Поздний ужин» (Supper). В общей сложности американские бомбардировщики совершили 3 630 вылетов и сбросили 100 000 тонн боеприпасов на камбоджийскую территорию. Вся программа, получившая кодовое название «Меню», держалась в строжайшем секрете — не только от Конгресса и американской общественности, но и, что удивительно, от самих ВВС США.:29–30:13–4
Сианук на удивление спокойно отнесся к действиям американских властей,:93–4 хотя и оказался под давлением нескольких сторон: США требовали от него возобновления дипломатических отношений и активных действий против северовьетнамских баз; Северный Вьетнам, который к тому времени получал 80 % своих поставок для южных операций через порт Сиануквиль, настаивал на сохранении нейтралитета; Красные кхмеры, поддерживаемые Китаем (их численность оценивалась в 4 000 человек), усиливали своё влияние внутри страны.:89:73  Сианук чувствовал, что это был благоприятный момент, чтобы снова повернуть вправо. К лету он создал правое правительство национального спасения под руководством генерала Лон Нола и приостановил поставки оружия из Северного Вьетнама через свои порты.
Однако было уже слишком поздно. К декабрю политическое равновесие, которое принц поддерживал в течение двух десятилетий, рухнуло, и в марте 1970 года Сианук потерял контроль над правительством.:90  Вопреки ожиданиям, американские бомбардировки не привели к разрушению базовых районов и лишь привели к перебазированию бойцов армии Северного Вьетнама и Вьетконга в сельскую местность Камбоджи. Происходящие в Камбодже события привлекли внимание руководителей Северного Вьетнама, которые были готовы поддерживать нейтралитет Камбоджи до тех пор, пока их линии снабжения и убежища были в безопасности.

## Переворот в Камбодже и вторжение сил США и Южного Вьетнама (1970)
18 марта 1970 года, воспользовавшись визитом Сианука в Москву и Пекин, принц был свергнут Национальным собранием, которое незамедлительно объявило о создании Кхмерской республики. Реальная власть, однако, оказалась в руках Лон Нола,:112–7 который незамедлительно предъявил ультиматум Северному Вьетнаму, приказав им покинуть страну. Однако, единственным реальным результатом подобного решения стало то, что Кхмерская национальная армия устроила кровавый погром против этнических вьетнамцев в восточных провинциях.:144–6
Сианук, разгневанный ходом событий, быстро взял на себя заочное руководство Национальным единым фронтом Кампучии и сформировал правительство в изгнании, которое было быстро признано и поддержано Северным Вьетнамом, Вьетконгом, движением Патет Лао в Лаосе и Красными Кхмерами.:605–6 После смещения Сианука правительство Лон Нола передало США захваченные документы, раскрывающие масштабы его участия в поставках партизанским формированиям. В период с декабря 1966 года по апрель 1969 года подразделение «К-20» способствовало перевалке через Камбоджу 29 000 тонн грузов.:339–40 При попустительстве Сианука подразделение ежегодно закупало 55 000 тонн риса у правительства и еще 100 000 тонн непосредственно у камбоджийских фермеров.
При Лон Ноле (и при американской помощи) Кхмерская национальная армия была увеличена и реорганизована в Кхмерские национальные вооружённые силы, которые начали наступательные действия против армии Северного Вьетнама. В ответ Ханой начал «Кампанию X» (Campaign X) — операцию по расширению буферных зон вокруг своих коммуникаций.:94 Джон Шоу (англ. John Shaw) в своей книге «Камбоджийская кампания» (англ. The Cambodian Campaign) упоминает «Кампанию X» только в контексте военных действий в Южном Вьетнаме. Для многих американских источников характерно (как и для американского руководства того времени), что Камбоджа имела значение лишь постольку, поскольку она влияла на конфликт в Южном Вьетнаме.:98
Используя группировку в 10 000 военнослужащих, армия Северного Вьетнама разгромила силы Кхмерской национальной армии в западной и северо-восточной Камбодже, захватив или поставив под угрозу 16 из 19 провинциальных столиц Камбоджи, прервав автомобильные и железнодорожные сообщения со столицей.:98
Никсон был более чем готов воспользоваться преимуществом, которое давало свержение Сианука, и возможностью нанести удар по приграничным убежищам, чтобы выиграть время как для США, так и для Южного Вьетнама. 29 апреля 1970 года состоялись первые бомбардировки в рамках операции «Патио» (англ. Operation Patio). Как и в случае с операцией «Меню», тактические авиаудары держались в строжайшем секрете.:82 Хотя первоначально они были мерой по борьбе с передвижением армии Северного Вьетнама, их масштабы быстро расширились, поскольку нормой стали цели, расположенные в глубине территории Камбоджи. Операция «Патио» со временем была заменена операцией «Фридом Дил» (англ. Operation Freedom Deal) — открытой поддержкой сил Кхмерской национальной армии с помощью B-52 и тактических авиаударов авиации США и Южного Вьетнама.:84–5
29 апреля 1970 года бронетанковая оперативная группа Южного Вьетнама пересекла камбоджийскую границу и вошла в район, известный как «Клюв попугая» (англ. Parrot's Beak), к северо-западу от Сайгона. На следующий день силы США и Южного Вьетнама в составе нескольких дивизий перешли границу и вошли в район, известный как «Крючок» (англ. Fishhook), к северу от Сайгона и напротив провинции Бинь Лонг (Bình Long). За исключением тяжелых боев у Снуола, сопротивление армии Северного Вьетнама и Вьетконга было незначительным, поскольку большая часть бойцов армии Северного Вьетнама была выведена из приграничных районов для участия в операциях против Кхмерской национальной армии.:64–5
Вашингтон и американское командование в Сайгоне считали операцию большим успехом, как в качестве испытания новой американской политики вьетнамизации, так и в плане сдерживания любых наступательных операций армии Северного Вьетнама и Вьетконга, запланированных против района Сайгона в течение следующего года.:177–8  Материально-технический груз, захваченный союзными войсками в базовых районах, был действительно впечатляющим. 20 000 единиц индивидуального оружия и 2 500 единиц оружия, обслуживаемого экипажами; 7000 тонн риса; 1800 тонн боеприпасов; 140 000 ракет и артиллерийских снарядов; 435 автомобилей; 29 тонн средств связи; 55 тонн медикаментов; 199 552 зенитных снаряда.:162–3  Вторжение, однако, было ограниченным по своему масштабу и охвату. Никсон ограничил глубину проникновения американских войск 35 километрами и установил крайний срок вывода американских войск в Южный Вьетнам – 30 июня 1970 года.:168
Многие наблюдатели были более осмотрительны. Еще в октябре 1969 года (и, возможно, предвидя потерю своих камбоджийских маршрутов) армия Северного Вьетнама начала проводить то, что было «вероятно, самой большой и самой интенсивной логистической работой за всю войну», построив и расширив свои маршруты в северо-западной Камбодже. По оценкам ЦРУ, на восполнение запасов, потерянных во время вторжения, потребуется всего 75 дней.:96  Что касается долгосрочных последствий, то их было три, и все они были пагубны для американской стороны: рост антивоенных настроений в США, что в конечном итоге привело к падению Южного Вьетнама в 1975 году; начало открытой поддержки движения «красных кхмеров» со стороны Северного Вьетнама;  расширение боевых действий по территории Юго-Восточной Азии.

## Период 1971–1975

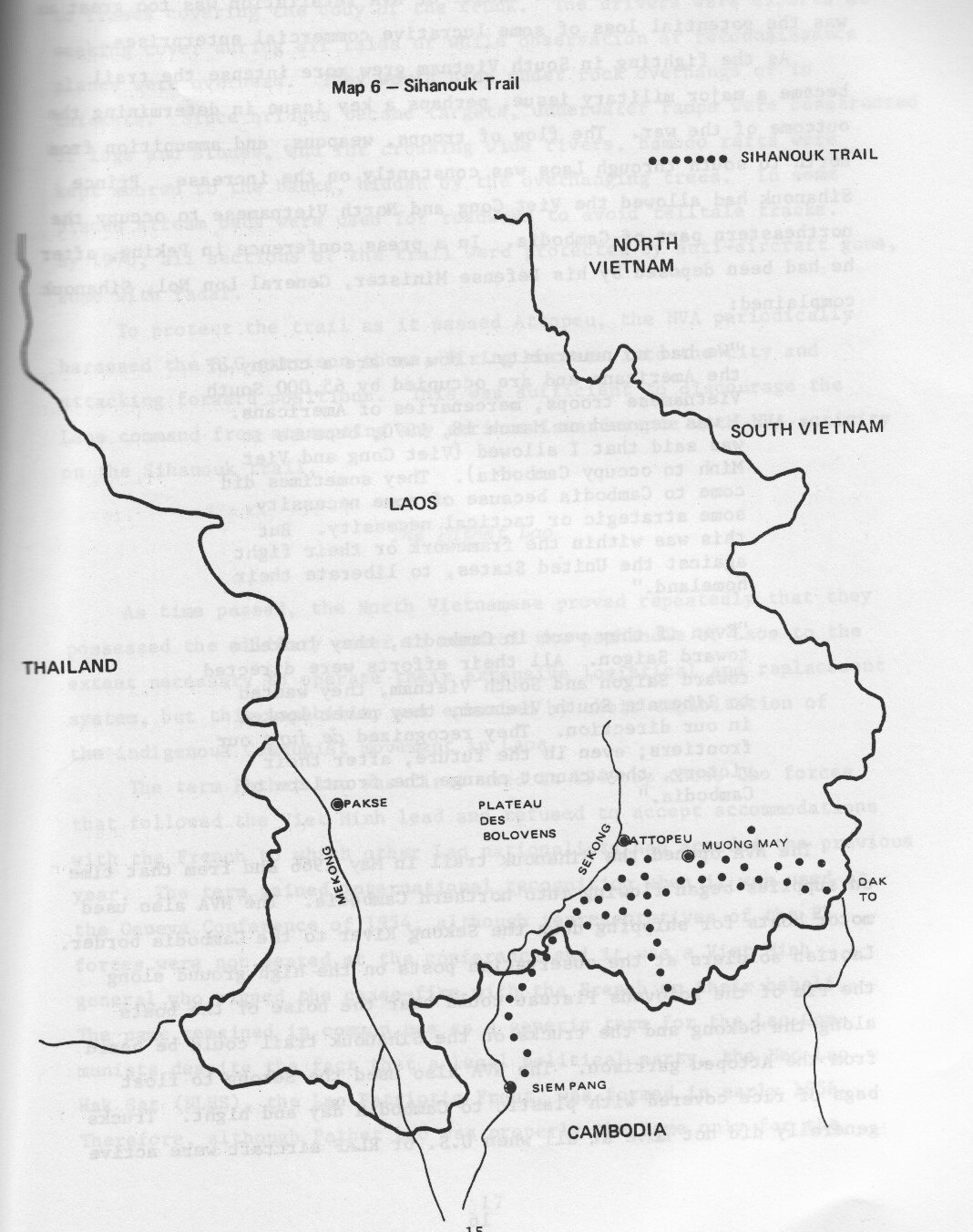
Опорные точки Тропы Сианука в Камбодже

После вторжения сил США и Южного Вьетнама в Камбоджу, как и ранее после Тетского наступления, логистическая сеть Северного Вьетнама была усовершенствована и расширена. В связи с потерей доступа к камбоджийским портам Ханой создал 470-ю транспортную группу для контроля и координации операций по снабжению в Камбодже.:191
Новый маршрут повернул на запад от Муонг Мэй (англ. Muong May), расположенного в южной части Лаоса, и пролегал параллельно реке Конг в Камбоджу. В конце концов, эта сеть протянулась мимо Сием Пранга (англ. Siem Prang) и достигла реки Меконг возле Стынгтраенга.:193 Следующим шагом стал захват города Кратьэх в восточно-центральной Камбодже 5 мая 1970 года, который стал административный штабом 470-й транспортной группы на реке Меконг. Базовые районы армии Северного Вьетнама на востоке снабжались через Кратьэх, а люди и припасы, направлявшиеся в дельту Меконга в Южном Вьетнаме, шли на запад, вокруг Пномпеня, через предгорья Кардамоновых гор, а затем снова на восток.
20 августа 1971 года Лон Нол начал операцию «Ченла II», чтобы открыть сообщение между Пномпенем и вторым по величине городом страны – Кампонгтхом.:98 Эти два города более года блокировались «красными кхмерами». Поначалу Кхмерская национальная армия добилась успеха, но красные кхмеры при поддержке армии Северного Вьетнама перешли в контрнаступление и уничтожили правительственные войска.:202–4
К 1972 году Кхмерская национальная армия понесла тяжёлые потери, дорожная и железнодорожная сети разрушены, началась сильная инфляция. Урожай риса упал с 3,8 млн. тонн в 1969 году до 493 000 тонн в 1973-м.:99  Народная поддержка войны против Северного Вьетнама и Вьетконга полностью испарилась. Американцы, ведя переговоры с Северным Вьетнамом, предложили прекратить огонь на всей территории Индокитая в рамках окончательного урегулирования конфликта в Южном Вьетнаме.:12–3
28 января 1973 года, в день вступления в силу Парижских мирных соглашений, Лон Нол объявил об одностороннем прекращении огня, которое «красные кхмеры» немедленно проигнорировали, заявив, что это «обман, организованный империалистами США и их союзниками».:99:280–7:97 В апреле столица Камбоджи Пномпень был спасен от захвата только благодаря массированной бомбардировке американской авиацией.:172
На этом воздушная поддержка США закончилась: последний американский самолет покинул воздушное пространство Камбоджи 15 августа 1973 года. С начала операции «Завтрак» ВВС США сбросили на Камбоджу 539 129 тонн боеприпасов, из них 257 465 тонн – за последние шесть месяцев операции.:297 В течение 1974 года Камбоджа продолжала разрушаться. Более половины населения стали беженцами, недоедание и болезни преследовали граждан страны.
На Новый 1975 год «красные кхмеры» начали своё последнее наступление на Кхмерскую Республику.:334–64 Ни агония камбоджийского народа, ни отставка Лон Нола не смогли остановить или замедлить продвижение «красных кхмеров» и к 17 апреля 1975 года апреля Пномпень пал.:168-70